# Alessandro Fontanarosa
Pour les articles homonymes, voir Fontanarosa.
Alessandro Fontanarosa, né le 7 février 2003 à San Gennaro Vesuviano en Italie, est un footballeur italien, qui évolue au poste de défenseur central à la Carrarese Calcio.

## Biographie

### En club
Né à San Gennaro Vesuviano en Italie, Alessandro Fontanarosa est notamment formé par la Sampdoria de Gênes. Il rejoint ensuite l'Empoli FC à l'été 2018 où il joue pendant un an avant de poursuivre sa formation à l'Inter Milan à partir de 2019. Lors de la saison 2021-2022 il remporte le championnat de Primavera avec l'Inter.
En juillet 2022, Fontanarosa est intégré au groupe professionnel durant les matchs amicaux de présaisons.

### En sélection
Alessandro Fontanarosa représente l'équipe d'Italie des moins de 17 ans. Avec cette sélection il joue trois matchs en 2019, dont deux en tant que capitaine.
Alessandro Fontanarosa est convoqué avec l'équipe d'Italie des moins de 20 ans afin de participer à la Coupe du monde des moins de 20 ans qui a lieu en mai et juin 2023. Son équipe atteint la finale après sa victoire contre la Corée du Sud le 8 juin 2022 (2-1 score final),.

## Palmarès
Italie -20 ans
- Coupe du monde
  - Finaliste en 2023